# Nodi lymphoidei iliaci interni

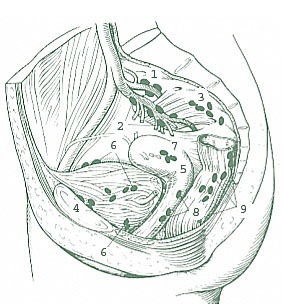
Innere Darmbeinlymphknoten mit Nll. gluteales superiores (1), Nll. gluteales inferiores (2) und Nll. sacrales (3)

Die Nodi lymphoidei iliaci interni (Syn. Nodi lymphatici iliaci interni, deutsch „innere Darmbeinlymphknoten“) sind eine Gruppe von Lymphknoten, die an der Arteria iliaca interna beider Körperseiten liegen. Sie können weiter in die an der Arteria glutaea superior liegenden Nodi lymphoidei gluteales superiores, Arteria glutaea inferior liegenden Nodi lymphoidei gluteales inferiores und die bauchwärts des Kreuzbeins liegenden Nodi lymphoidei sacrales gegliedert werden. Sie nehmen die Lymphe aus der Gesäßgegend sowie Kreuzbein und Mastdarm auf. Der Abfluss erfolgt über die Nodi lymphoidei iliaci communes. Die Nodi lymphatici iliaci interni nehmen auch des Lymphe des Beckenteils des Harnleiters, der Harnblase, der Harnröhre, vom Beckenboden, beim Mann von Prostata und Bläschendrüse, bei der Frau von Gebärmutterhals und Vagina auf.